# Frederick Morgan (tir sportif)
Pour les articles homonymes, voir Frederick Morgan et Morgan.
Frederick Hilton Morgan, né le 30 juin 1893 à Johannesbourg (République sud-africaine du Transvaal) et mort le 29 août 1980 à Bulawayo (Zimbabwe), est un tireur sportif sud-africain.

## Palmarès
Frederick Morgan participe aux épreuves de tir aux Jeux olympiques d'été de 1920 à Anvers. Il obtient une médaille d'argent en carabine libre à 600 mètres par équipes.